# Championnats d'Europe de karaté 2012
Navigation
Édition précédente Édition suivante
Les championnats d'Europe de karaté 2012 ont eu lieu du 10 au 13 mai 2012 à Adeje, dans les îles Canaries, en Espagne. Il devrait s'agir de la 47e édition des championnats d'Europe de karaté senior organisés chaque année par la Fédération européenne de karaté et de la septième ayant lieu dans le pays.

## Médaillés

### Hommes
| Épreuve            | Or | Argent | Bronze |
| ------------------ | --- | --- | --- |
| Kata               | Luca Valdesi | Fernando San José                                                                                                | Jonathan Mottram Vu Duc Minh Dack |
| Kumite –60 kg      | Matías Gómez | Kalvis Kalniņš                                                                                                   | Danil Domdjoni Alexander Heimann |
| Kumite –67 kg      | William Rolle | Ömer Kemaloğlu                                                                                                   | Niyazi Aliyev Ciro Massa |
| Kumite –75 kg      | Luigi Busà | René Smaal | Noah Bitsch Rafael Aghayev |
| Kumite –84 kg      | Georgios Tzanos | Aykhan Mamayev                                                                                                   | Kenji Grillon Slobodan Bitević |
| Kumite +84 kg      | Jonathan Horne | Stefano Maniscalco                                                                                               | Dejan Umićević Enes Erkan |
| Kata par équipes   | Italie Vincenzo Figuccio Lucio Maurino Luca Valdesi                                                                            | Espagne Damián Quintero Francisco Salazar Fernando San José                                                      | France Romain Lacoste Jonathan Maruani Jonathan Plagnol Turquie Arslan Çalışkan Orçun Duman Ali Sofuoğlu |
| Kumite par équipes | Allemagne Andreas Bachmann Noah Bitsch Mehmet Bolat Oliver Henning Jonathan Horne Heinrich Leistenschneider Nikoloz Tsurtsumia | Turquie Enes Erkan Yücel Gündoğdu Murat Salih Kurnaz Mustafa Utku Şahin Yaser Şahintekin Aykut Usda Serkan Yağcı | Azerbaïdjan Rafael Aghayev Tural Alakbarli Niyazi Aliyev Sanan Aliyev Shahin Atamov Asiman Gurbanli Aykhan Mamayev Bosnie-Herzégovine Adnan Adilović Alem Kupusović Oliver Mandarić Mate Odak Nermin Potur Nermin Sinanović Admir Zukan |

### Femmes
| Épreuve            | Or                                                                       | Argent                                                          | Bronze |
| ------------------ | ------------------------------------------------------------------------ | --------------------------------------------------------------- | --- |
| Kata               | Yaiza Martín                                                             | Sandy Scordo                                                    | Marija Madžarević Sofia Marika Livitsanou                                                                          |
| Kumite –50 kg      | Serap Özçelik                                                            | Lucia Kováčiková                                                | Alexandra Recchia Gulsah Akdag                                                                                     |
| Kumite –55 kg      | Jelena Kovačević                                                         | Jana Bitsch                                                     | Lucie Ignace Jana Vojtikevičová                                                                                    |
| Kumite –61 kg      | Lolita Dona                                                              | Anita Serogina                                                  | Ivana Bebek Ece Yaşar                                                                                              |
| Kumite –68 kg      | Hafsa Şeyda Burucu                                                       | Tiffany Fanjat                                                  | Marina Raković Inga Sheroziya                                                                                      |
| Kumite +68 kg      | Greta Vitelli                                                            | Radka Krejčová                                                  | Nadège Ait-Ibrahim Meltem Hocaoğlu                                                                                 |
| Kata par équipes   | France Clotilde Boulanger Sonia Fiuza Jessica Hugues                     | Espagne Sonia García Yaiza Martín Margarita Morata              | Italie Sara Battaglia Viviana Bottaro Michela Pezzetti Allemagne Franziska Krieg Denise Pawlovski Sabine Schneider |
| Kumite par équipes | Turquie Gülderen Çelik Albayrak Meltem Hocaoğlu Serap Özçelik Tuba Yenen | Croatie Ana-Marija Čelan Maša Martinović Azra Saleš Ivona Tubić | Allemagne Duygu Bugur Jana Bitsch Maria Weiß Monique Puscher Suisse Jessica Cargill Noémie Kornfeld Aurélie Magnin |